# Попов, Нил Александрович
Нил Александрович Попов (28 марта [9 апреля] 1833, Бежецк, Тверская губерния — 22 декабря 1891 [3 января 1892], Москва) — русский историк, славист, архивист. Член-корреспондент Петербургской академии наук (1883).

## Биография
Родился 28 марта 1833 года в городе Бежецке в семье учителя латинского языка Бежецкого уездного училища Александра Григорьевича Попова и его жены Татьяны Ивановны. Отец его происходил из духовного сословия, получил чин коллежского асессора (1839). Это давало отцу Попова и всем его потомкам права дворянского достояния и дальнейшее продвижение по службе. К концу своей карьеры он занял должность смотрителя того же училища. Нил был вторым сыном в многочисленной семье Поповых (всего у четы Поповых было тринадцать детей).
В 1844 году Нил Попов был определён в Тверской благородный пансион при Тверской гимназии, которую он окончил с единственной в 1850 году золотой медалью и правами на чин XIV класса. В том же году поступил на историко-филологическое отделение философского факультета Московского университета, которое в этот год стало самостоятельным факультетом. На первом курсе Попов по указанию С. П. Шевырёва написал работу «О басне вообще и русской в особенности», на втором — «Эсхил и его трагедия Агамемнон», на третьем — «Персий и его время». Подготовленный Поповым реферат книги немецкого историка Иоганна Тельфи «Исследования древней и новой истории греков» был настолько удачен, что его опубликовали «Московские ведомости». Эта была первая публикация Попова, он очень гордился ей и позднее упоминал во всех отчётах и автобиографических заметках.
Нил Попов окончил курс университета третьим кандидатом выпуска 1854 года, после Митрофана Щепкина и Генриха Вызинского. В том же году за кандидатскую работу на тему, данную ему С. М. Соловьёвым — «История вопроса о русской начальной летописи» — он получил золотую медаль.
Как казённокоштный воспитанник по окончании курса он должен был 6 лет отработать по назначению учебного округа. Будучи назначенным преподавать русский язык и словесность в 4-й Московской гимназии  Попов, как указывал А. А. Кочубинский, отыскал себе замену, предоставив сослуживцу свои служебные обязанности и свои 14 рублей в месяц, сам же занялся частными уроками и наукой: работал в архивах, писал статьи для газет и журналов.
С 18 октября 1857 года он занял должность адъюнкта по кафедре русской истории в Казанском университете, из библиотечных документов которого опубликовал:
- «Постановления Петра Великого о заповедных лесах» (в «Архиве исторических и практических сведений о России», Н.В. Калачова, кн. 6, отд. V),
- «Материалы для истории морского дела при Петре Великом, 1717—20 гг.» («Чтения Моск. Общ. Истории и Др.», 1859, кн. IV, и отд.),
- «Путешествие в 1697—1698 гг. стольника П. А. Толстого в Италию и на о-в Мальту» (в «Атенее», №№ 7 и 8);
- напечатал также ряд корреспонденции в «Московских Ведомостях».

С 1860 года преподавал в должности адъюнкта (без степени магистра) на кафедре русской истории Московского университета; вводная лекция, касавшаяся значения исторических трудов Татищева, Щербатова и Карамзина, была им прочитана 13 октября 1860 года.
В 1861 году защитил магистерскую диссертацию «В. Н. Татищев и его время» — наиболее крупный вклад, внесенный Поповым в область разработки собственно русской истории. С достоинствами строго научного сочинения он соединяет живость изложения и легкость языка. Магистерская диссертация, по рецензии А. А. Куника, была удостоена Демидовской премии.
Летом 1862 года Нил Александрович Попов получил министерское разрешение на учёбу за границей для приготовления к профессорскому званию. Во время заграничной командировки (1863—1864), Попов присылал корреспонденции в «Санкт-Петербургские ведомости», «Современную Летопись», «Русский Вестник» и др.
В 1864 году Нил Александрович Попов возглавил «Московский славянский комитет», целью которого была нравственная и материальная помощь славянским народам; комитет оказал большую помощь Православной церкви в Болгарских землях и Царьграде (Стамбуле). Уже в 1864 году Н. А.  Попов приступил к чтению лекций по истории южных и западных славян. В 1870 году Попов посетил Стамбул и порабощённую османами Болгарию. Поездка за границу оказала решительное влияние на Попова, обратив его внимание почти исключительно на историю славянских народов. Тотчас же по возвращении он принял на себя отдел славянской хроники в «Современной Летописи» и затем поместил множество статей публицистического и популярно-научного характера о славянах в «Русском Вестнике», «Москве» И. С. Аксакова, «Православном Обозрении» («Православная церковь в Далмации под венецианским, французским и австрийским владычеством», 1873, №№ 2 — 12; «Судьбы унии в русской холмской епархии», 1874, №№ 4 — 8; «Нынешнее состояние православной церкви в Сербии», 1873, № 10), «Миссионере» (история распространения христианства почти во всех славянских землях и деятельность католических миссионеров в Европе и др. частях света), «Известиях СПб. Славянского Благотворительного Комитета» и др.; сюда же относятся его рассказы в редактированном им сборнике: «Родное Племя».
В 1869 году Попов защитил докторскую диссертацию: «Россия и Сербия. Исторический очерк русского покровительства Сербии с 1806 г. по 1856 г.» (часть 1., часть 2.), удостоенную Академией наук Уваровской премии, по оценке В. В. Вогишича (переведена на сербский язык Архивная копия от 15 октября 2017 на Wayback Machine) и принёсшая ему звание экстраординарного профессора. С 1871 года он — ординарный профессор кафедры русской истории Московского университета. Заслуженный профессор Московского университета с 1882 года.
Из других научных работ Попова по славяноведению (и смежным дисциплинам) наиболее крупные:
- «Поляки в Пруссии» («Русский Вестник», 1864, № 10 и 1865, № 1),
- «Варшавское герцогство» (ib., 1866, №№ 1 — 3),
- «Познанские сеймы с 1827 по 1845 г.» (ib., 1867, № 12),
- «Вольный город Краков с 1815 по 1846 г.» («Вестник Европы», 1875, №№ 1 — 6),
- «Биография Франца Палацкого» («Современная Летопись», 1865, №№ 30 и 33),
- «Русское населеніе по восточному склону Карпат: гуцулы, бойки, лемки» (М., 1867[7]),
- «Фр. Ригер» (в «Отеч. Записках», 1867, № 9),
- «Православие в Боснии и его борьба с католической пропагандой и протестантскими миссионерами» (М.: ред. Православ. обозрения, 1873),
- «Иосиф Юнгман» («Ж. М. Н. Пр.», 1873 г. № 7),
- «Сербия после Парижского мира» (в «Беседе», 1871, №№ 6 — 9, и отд.; перевед. на сербский яз. Архивная копия от 7 марта 2016 на Wayback Machine),
- «Вторичное правление Милоша Обреновича в 1859—60 гг.». (в «Русской Мысли» и отд.; перев. на сербский яз,),
- «Мадьярский историк Владислав Салай и история Венгрии от Арпада до Прагматической санкции» («Ж. М. Н. Пр.», 1868, №№ 1 — 6, и отд. издание[8])
- «Рецензия на книгу Летопись евангелических общин в Москве. [Chronik der evangelischen Gemeinden in Moskau. Zum dreihundertjährigen Jubiläum der evangelisch-lutherischen St. Michaelis-Gemeinde, zusgest. von A.W. Fechner ». — М.: Унив. тип., 1878.

Много издано им материалов для истории литературных сношений между русскими и зарубежными славянами:
- «Переписка барона Строганова с Милошем Обреновичем в 1817—1821 г.» (М., 1866),
- «Письма разных лиц к Н. Ив. Надеждину» («Русский Архив», 1873, № 7),
- «Письма Погодина из славянских земель» (М., 1879—80), с подробными биографическими и историческими комментариями.

Н. А. Попов трижды избирался деканом историко-филологического факультета университета (1873—1876, 1877—1880 и 1882—1885).
Он состоял председателем отдела этнографии Московского общества любителей естествознания и издал под своей редакцией 6 томов «Трудов» отдела.
Будучи, с 5 декабря 1885 года, директором Московского архива министерства юстиции, он издал 4 книги (V—VIII) «Описания документов и бумаг, хранящихся в Московском архиве министерства юстиции», «Памятную книжку», представляющую краткий обзор и характеристику документов архива (1890), и два тома «Актов Московского государства». Во время его директорства, 28 сентября 1886 года, было открыто новое помещение архива на Девичьем поле.
С 1877 года стали появляться статьи Н. А. Попова по русской истории и литературе:
- «Н. Ив. Надеждин на службе в Моск. унив. в 1832—35 гг.» («Ж. М. Н. Пр.», 1880, № 1),
- «Московский университет после 1812 г.» («Русский Архив», 1881, т. 1),
- «История Московского Общества История и Древн. Росс.» (ч. I, 1804—12; М., 1884),
- «Ученые и литературные труды В. Н. Татищева» (в «Ж. М. Н. Пр.», 1886, № 6) и др.,
- множество рецензий на исторические сочинения.

С 1883 года Попов состоял членом-корреспондентом Петербургской академии наук.
В 1888 году уволился по прошению. Умер 22 декабря 1891 года. Профессор Ключевский, в своей надгробной речи, назвал Попова одним из последних представителей лучших времен Московского университета — времен Грановского, Кудрявцева и Соловьёва. Могилу в Новодевичьем монастыре уничтожили после революции.

## Семья
В 1870 году Нил Александрович Попов женился на дочери С. М. Соловьева Вере Сергеевне. «Нил Александрович был много старше своей жены и, по-видимому, брак Веры Сергеевны был основан не на романтическом увлечении, а на чувствах уважения и долга. Супружество было весьма счастливое <…> У Поповых было четверо детей: сын и три дочери».

## Архив С.М. Соловьева
Огромную роль сыграл Н.А. Попов в сохранении архива историка С. М. Соловьева. «В 1879 г. в связи с кончиной своего тестя С. М. Соловьева Н. А. Попов, практически, стал распорядителем его архива. Нил Александрович, практически произвел его опись и расшифровку некоторых рукописей. Вплоть до 1881 г., когда он был передан сыну ученого Михаилу Сергеевичу, архив великого русского историка находился на квартире у Н. А. Попова. Как известно, в дальнейшем судьба этого архива была не простой. Из-за внутренних разногласий между детьми Сергея Михайловича он был разделен и в некоторой части утерян. До сего дня мы знаем о существовании некоторых рукописей ученого из описи и копий сделанных с оригиналов его зятем и частично сохранившихся в его личном архивном фонде, а также в фондах самого Сергея Михайловича и его сына, писателя Всеволода Сергеевича, хранящихся в ЦГАЛИ. Не ограничиваясь только разбором архива, Н. А. Попов издал одну из первых библиографий С. М. Соловьева и всю жизнь собирал факты его биографии, видимо, планируя написать книгу о нем. Однако. Этот замысел не был реализован».